# Kostel Nejsvětější Trojice (Horní Štěpanice)
Kostel Nejsvětější Trojice v Horních Štěpanicích je římskokatolický farní kostel v roce 1812 získal svou dnešní empírovou podobu. Nachází se v lokalitě hřbitova v Horních Štěpanicích (část krkonošské obce Benecko) v okrese Semily v Libereckém kraji. Hornoštěpanická farnost náleží do gesce jilemnického vikariátu královéhradecké diecéze.

## Historie

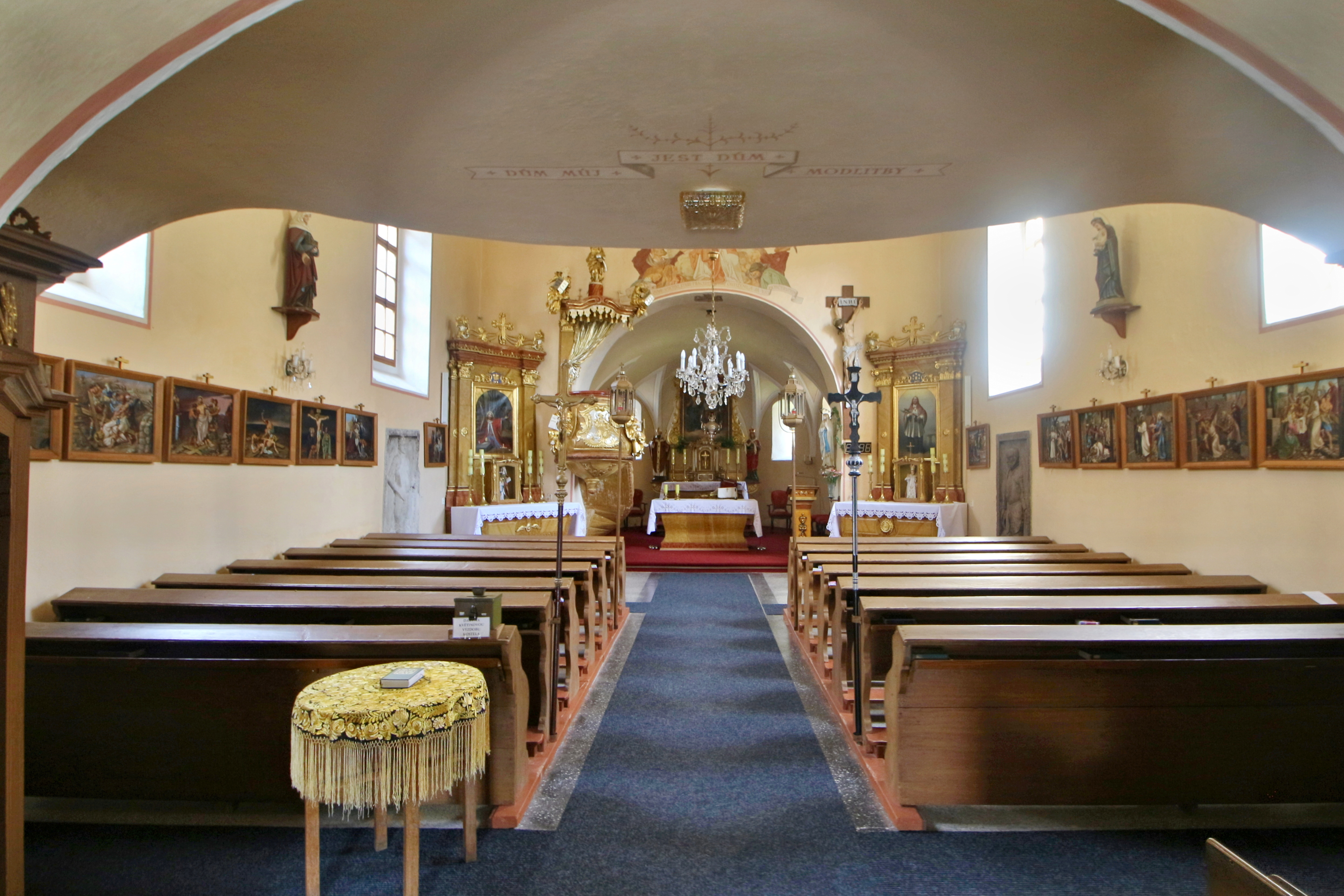
Interiér štěpanického kostela

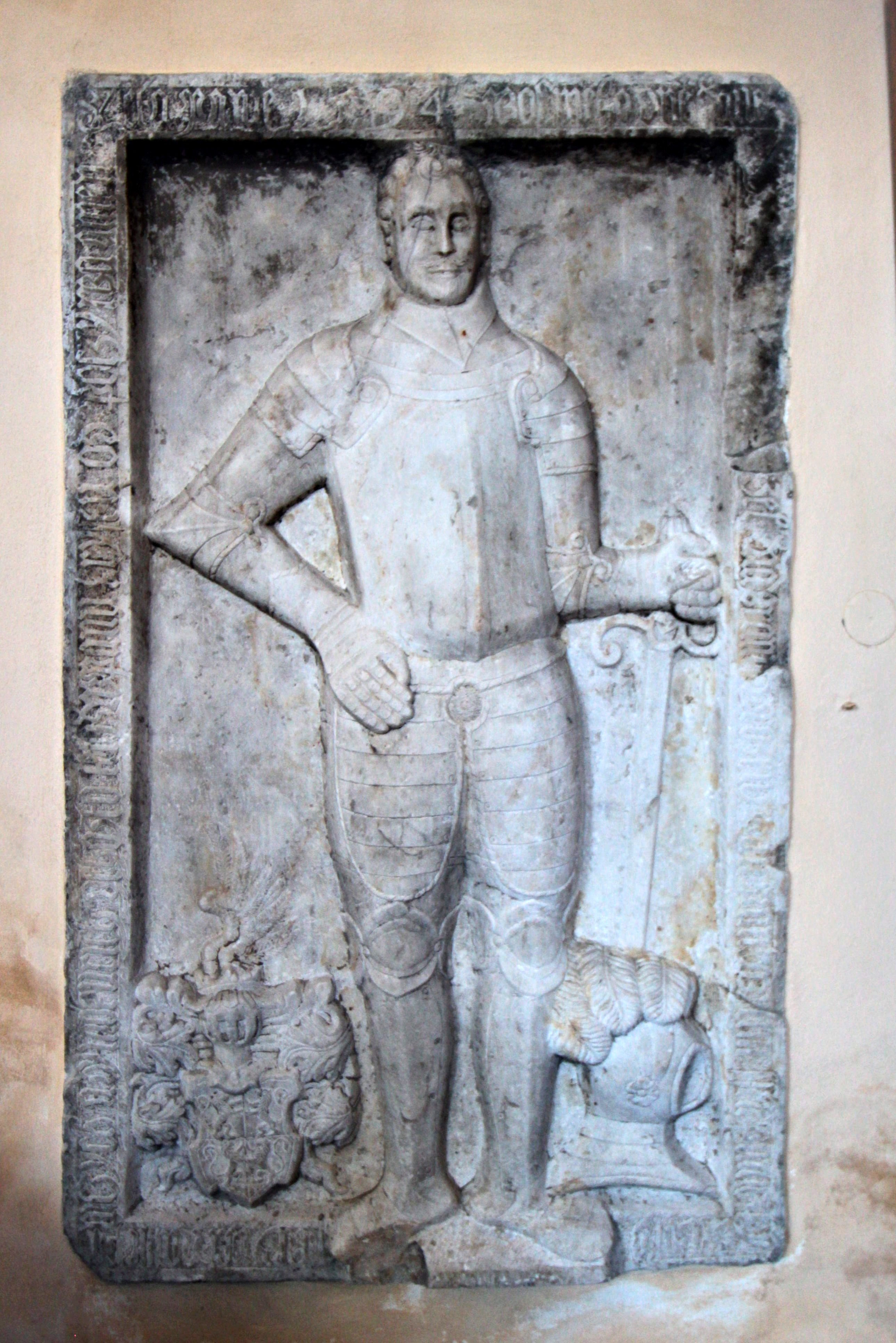
Náhrobník Viléma z Valdštejna z roku 1594 v interiéru kostela

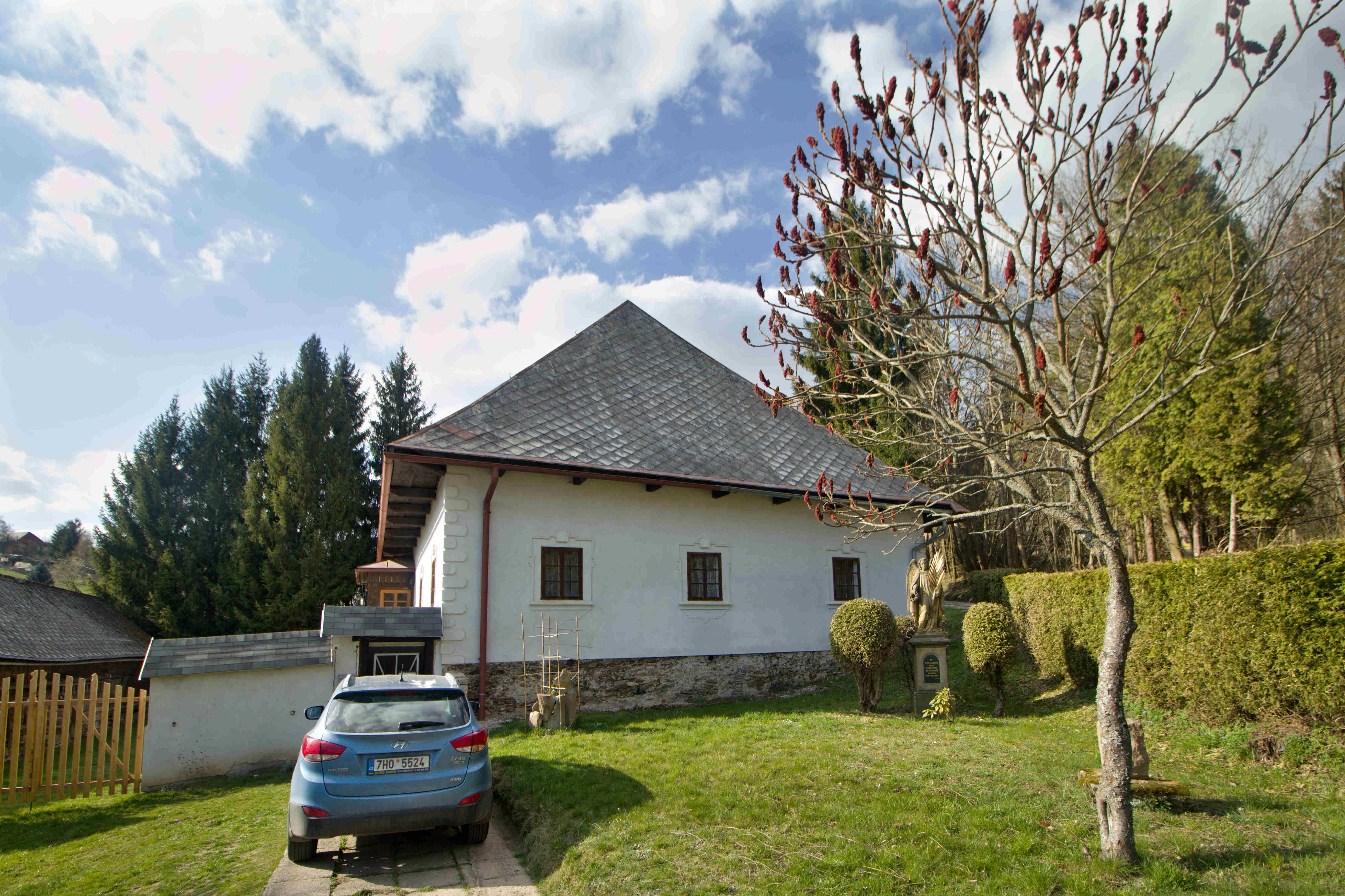
Budova štěpanické farnosti

Kamenný kostelík se na tomto místě nacházel pravděpodobně již roku 1304, vystavěný nejspíše tehdejším majitelem zdejšího panství, rytířem Janem z Valdštejna.
Nejstarší dochovaná zpráva je z roku 1352 a jde o soupis o vybírání poplatků. V roce 1383 zde byl již samostatný farář, později vypuzen husity. Po husitských válkách byl katolický kostel obnoven a stal se farním kostelem i pro Horní Brannou.
Kostel byl nejprve zasvěcen svatému Vavřinci, k čemuž došlo v roce 1543, v roce 1700 bylo patrocinium změněno na Nejsvětější Trojici, důvod však není jasný. V polovině 16. století, kdy Zdeněk z Valdštejna přestěhoval sídlo Valdštejnů do Branné, se zdejší kostel stal filiálním.
17. srpna 1721 byly Horní Štěpanice povýšeny na samostatnou farnost a byla obnovena doposud opuštěná fara.  Roku 1796 byl kostel přestavěn do pozdně barokního slohu.
V roce 1812 byla dostavěna věž a celý kostel byl přestavěn do empírové podoby, kterou si drží dodnes.
Roku 1869 byla hrobka Valdštejnů otevřena, ze dvou dětských cínových rakviček odlity svícny a náhrobky zazděny do stěn lodí. Presbytář také dostal novou podlahu, která zakryla původní hrobku.

## Popis

### Exteriér
Kostel je jednolodní empírovou stavbou. Dominantu tvoří hranolová věž zakončená helmicí a mající tři vikýřové výstupky, v nichž jsou umístěny ciferníky hodin. Sanktusová věžička je ozdobena mansardovou cibulkou a patří v exteriéru k nemnoha zdobným prvkům. Původní šindelovou krytinu zcela nahradil plech. Před hlavním vchodem stojí charakteristická dřevěná předsíňka jako ochrana proti nadměrným nadílkám sněhu.

### Interiér
Loď má plochý strop, strop presbytáře tvoří valená klenba s výsečemi. Cínová křtitelnice pochází z první poloviny 17. století. Rokokovou kazatelnu s řadou reliéfů zdobí mimo jiné sošky čtyř evangelistů: Marka, Matouše, Lukáše a Jana.
Hlavní oltář i dva boční protějškové oltáře jsou pseudobarokní. V lodi se nacházejí i dva velmi zajímavé renesanční figurální náhrobní kameny Zdeňka z Valdštejna z roku 1573 a Viléma z Valdštejna z roku 1594.
Dnešní dvoumanuálové pneumatické varhany zde postavila firma Jana Tučka z Kutné Hory v roce 1944.

## Zvony

### Současné
- Nejstarší zvon pochází z roku 1553 a na věži zvoní dodnes.
- Roku 1919 byl pořízen nový ocelový zvonek, který se užívá dodnes jako umíráček.
- Nejnovější zvon Svatý Václav pochází z roku 1994 a byl vysvěcen Mons. Karlem Otčenáškem. Na zvonu je reliéf sv. Václava a u krčku má nápis: "Svatý Václave, nedej zahynouti nám ni budoucím."

### Zaniklé
- Největší zvon Svatý Václav byl ulit již roku 1589, vážil 672 kg a byl během první světové války roztaven spolu s umíráčkem a dvěma dalšími zvonky. Byl ještě na věži rozbit a házen po kusech dolů.
- Ve dvacátých letech 20. století zde byl také zvon Anděl Strážný, sňatý z věže při sbírání zvonoviny během druhé světové války.